# شهرستان فلاورجان
شهرستان فلاورجان یکی از شهرستان‌های استان اصفهان ایران است. مرکز این شهرستان، شهر فلاورجان است.
این شهرستان در تاریخ ۲۱ اردیبهشت ۱۳۵۹ از شهرستان لنجان جدا شد و مستقل گردید.

## پیشینه نام
در حوالی فلاورجان فعلی قریه‌ای به نام برزان بوده که از طریق مادی کوپان مشروب می‌شده. بعدها به واسطه پلی که بر روی رودخانه زده شده آن را پل ورگان و بعدها پل ورجان و نهایتاً به فلاورجان تغییر نام یافته است.

## پیشینه
براساس بررسی‌های انجام شده سابقه سکونت و زندگی در این شهرستان دست کم مربوط به شش هزار سال پیش است. یافته‌های باستان شناختی حاکی از حضور جوامع پرجمعیت و یکجانشین در دشت فلاورجان از حدود اواخر هزاره پنجم و اوائل هزاره چهارم قبل از میلاد در این شهرستان دارد. زمینهای بسیار حاصلخیز همراه رودخانه پرآب زاینده رود و وجود ارتفاعات متعدد، عوامل طبیعی شاخصی در ایجاد جوامع پیش از تاریخ در این شهرستان است. کشف سنگ نگاره‌های متنوعی از نقوش حیواناتی چون کل و بز، بزکوهی و گونه‌های از گربه سانان در کوه‌های این شهرستان نشانگر حضور فعال جوامع شکارچی و غنای حیات وحش این شهرستان در گذشته دارد.
یکی از بزرگ‌ترین گورستان‌های تاریخی مربوط به دوران هخامنشی در شهرستان فلاورجان کشف شده است که دارای وسعت ۱۷۰هکتار است و از دوره هخامنشی تا ساسانی به‌مدت ۱۰۰۰ سال مورد استفاده بوده است که این مکان به‌عنوان یکی از سایت موزه‌های کشور برای‌گردشگران ثبت و حفاظت می‌شود. آثار دیگری هم از دوره اشکانیان و ساسانیان کشف شده است. تاکنون ۵۰۴ اثر تاریخی در شهرستان فلاورجان کشف شده که ۳۱ اثر در فهرست آثار ملی کشور به ثبت رسیده است. ۴۴ مورد نیز در مراحل اداری ثبت در آثار ملی قرار گرفته است. ۷۰ درصد آثار شهرستان مربوط به دوران پس از اسلام و ۳۰ درصد آن‌ها مربوط به ماقبل اسلام است.

## موقعیت جغرافیایی
شهرستان فلاورجان از شمال با شهرستان خمینی‌شهر، از جنوب با شهرستان مبارکه، از شرق با شهرستان اصفهان و از جنوب غربی با شهرستان لنجان و از غرب تا شمال غربی با شهرستان نجف‌آباد همسایه است.

## مردم‌شناسی
مردم شهرستان فلاورجان را پیروان دین اسلام تشکیل می‌دهند و هیچ‌گونه گروه مذهبی دیگر در این شهرستان فعال نیست، گرچه بناهائی از دیگر آئین‌ها مانند زرتشتیان و گورستان و کنیسه ملا یعقوب در این شهرستان همچنان باقی است.
وجود صنایع در منطقه موجب سرازیر شدن مهاجرین بسیار به این شهر شده است؛ اما گویش مردم بومی فلاورجان فارسی است و لهجه آنان با لهجه مردم اصفهان یکسان است.

## تقسیمات کشوری
شهرستان فلاورجان دارای ۳ بخش، ۶ دهستان و ۱۱ شهر به نام‌های زیر است:

### شهرستان فلاورجان
| بخش      | مرکز بخش | جمعیت بخش ۱۳۹۵ | نام دهستان  | مرکز دهستان | جمعیت دهستان ۱۳۹۵ | شهر                                                        | جمعیت شهر ۱۳۹۵                                                 |
| -------- | -------- | -------------- | ----------- | ----------- | ----------------- | ---------------------------------------------------------- | -------------------------------------------------------------- |
| مرکزی    | فلاورجان | ۱۴۹٬۱۲۷ نفر    | ابریشم      | ابریشم      | ۲۵٬۵۱۲ نفر        | فلاورجان کلیشاد و سودرجان ابریشم مینادشت اشترجان بوستان زر | ۳۷٬۷۰۴ نفر ۲۵٬۶۳۵ نفر ۲۲٬۴۲۹ نفر ۷٬۸۳۸ نفر ۶٬۷۹۵ نفر ۵٬۳۰۹ نفر |
| مرکزی    | فلاورجان | ۱۴۹٬۱۲۷ نفر    | اشترجان     | اشترجان     | ۱۷٬۹۰۵ نفر        | فلاورجان کلیشاد و سودرجان ابریشم مینادشت اشترجان بوستان زر | ۳۷٬۷۰۴ نفر ۲۵٬۶۳۵ نفر ۲۲٬۴۲۹ نفر ۷٬۸۳۸ نفر ۶٬۷۹۵ نفر ۵٬۳۰۹ نفر |
| پیربکران | پیربکران | ۵۲٬۵۷۴ نفر     | گرکن شمالی  | پیربکران    | ۱۵٬۱۱۵ نفر        | پیربکران بهاران‌شهر طاد                                     | ۱۳٬۴۶۹ نفر ۱۱٬۲۸۴ نفر ۳٬۷۴۰ نفر                                |
| پیربکران | پیربکران | ۵۲٬۵۷۴ نفر     | سهروفیروزان | سهروفیروزان | ۸٬۹۶۶ نفر         | پیربکران بهاران‌شهر طاد                                     | ۱۳٬۴۶۹ نفر ۱۱٬۲۸۴ نفر ۳٬۷۴۰ نفر                                |
| قهدریجان | قهدریجان | ۴۸٬۱۱۳ نفر     | گلستان      | قلعه امیر   | ۳٬۹۴۰ نفر         | قهدریجان زازران                                            | ۳۴٬۲۲۶ نفر ۷٬۹۶۲ نفر                                           |
| قهدریجان | قهدریجان | ۴۸٬۱۱۳ نفر     | زازران      | زازران      | ۱٬۹۸۵ نفر         | قهدریجان زازران                                            | ۳۴٬۲۲۶ نفر ۷٬۹۶۲ نفر                                           |

## اقتصاد
وجود صنایع متعدد، قرار گرفتن در حاشیه زاینده رود، دیرینه تاریخی و محصولات کشاورزی مرغوب از جمله برنج و گندم و صیفی جات این شهرستان را از جایگاه ویژه‌ای برخوردار نموده است. این شهرستان دارای ۸ شهر به نام‌های زازران و فلاورجان و قهدریجان و کلیشاد و سودرجان و پیربکران و بهاران و ایمانشهر و شهر ابریشم و ۶۰ روستا است که با توجه به آثار تاریخی موجود در این شهرها دارای قدمت فرهنگی دیرینه است. از گذشته، خصوصاً از زمان مشروطه جمعیتی از بختیاری‌ها نیز در فلاورجان ساکن هستند.

### شهرک‌های صنعتی
1. شهرک صنعتی فناوران شهر ابریشم
2. شهرک صنعتی بزرگ ایمان‌شهر (اشترجان)
3. شهرک صنعتی و مجموعه صنعتی قهدریجان
4. منطقه صنعتی وزیر آباد پیربکران
5. شهرک و منطقه صنعتی جولرستان و کرسگان دارای ماشین آلات فوق سنگین و ماشین آلات سنگین راه‌سازی شامل:

-انواع بیل مکانیکی، کوماتسو، ولوو و…
-انواع بلدوزر، تیغه زاویه دار و …
-انواع لودر بزرگ و کوچک، کاترپیلار و …
-انواع غلطک‌ها سنگین و فوق سنگین
-انواع بیل بکهو ثابت، کشویی، کمر شکن
-انواع جرثقیل متحرک و ثابت
-انواع گریدر از وزن ۹ تن تا ۲۰ تن

## کشاورزی
شهرستان فلاورجان به‌علت داشتن خاک حاصل خیز و ساحل زاینده رود دارای مجموعه باغ‌ها و ویلا سازی‌های متعدد و بسیار زیاد است که بسیاری از باغ تالارها و باغ رستوران‌های اصفهان در منطقه فلاورجان قرار دارند.
این شهرستان در بازه‌های زمانی دهه ۶۰ و ۷۰ خورشیدی به دلیل خاک آب رفتی مشروب از زاینده رود از بزرگ‌ترین تولیدکنندگان برنج لنجان بوده است.
فلاورجان بر روی دشت سربی زاینده‌رود قرار گرفته که از دشت‌های حاصلخیز جلگه‌های مرکزی ایران به‌شمار می‌آید، گذر زاینده‌رود از دشت فلاورجان سبب شده که این شهرستان مشکل کمبود آب نداشته باشد، با این حال از آب زیرزمینی نیز بهره‌برداری می‌شود.
فلاورجان از قطب‌های مهم کشاورزی استان اصفهان به‌شمار می‌رود که بیشتر زمین‌های آن زیر کشت برنج، گندم و جو است و از رونق باغ‌داری خوبی نیز برخوردار است و فرآورده‌هائی چون سیب، هلو، گیلاس و زردآلو است.

## جاذبه‌های گردشگری

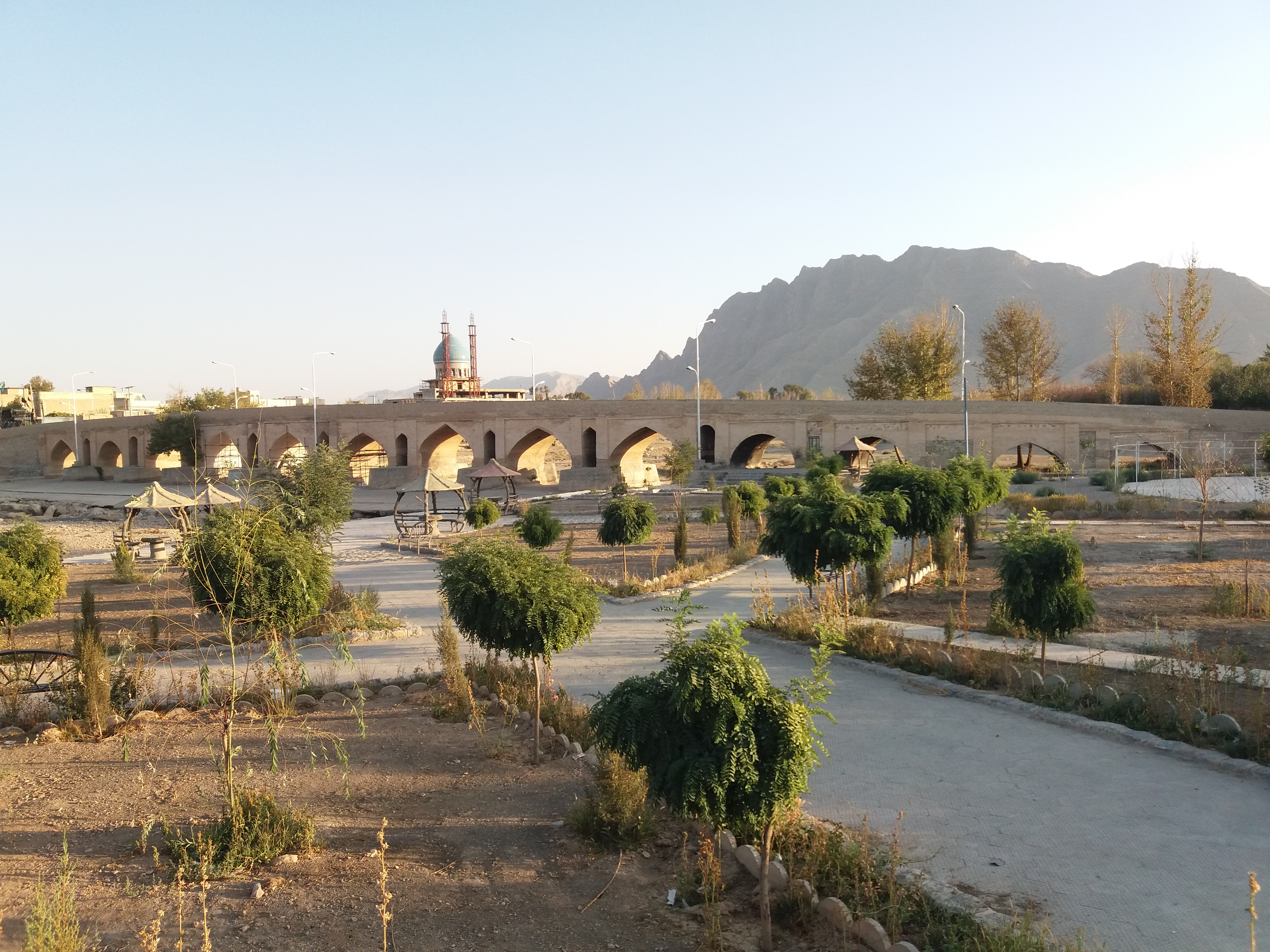
پل بابا محمود سهر و فیروزان با ۷۵۰ سال قدمت.

آثار تاریخی این شهرستان می‌توان امامزاده یونس بن ازهربن عقیل بن موسی کاظم شهر زازران، خانه مویدی‌های روستای زفره، پل قدیم فلاورجان و مسجد جامع و پل بابا محمود سهر و فیروزان و برج‌های کبوتر لارگان و روستای هویه و شیرهای سنگی و مسجد بابا محمود سهر و فیروزان و مسجد اشترجان و بقعه پیربکران و مقبره امامزاده‌گان شاه ابولقاسم سهر و فیروزان، سیدمحمد لارگان و زید بن حسن را نام برد. همچنین از دوران صفویه دیواری از نزدیکی شهر پیربکران شروع و تا آخر شهر ایمانشهر (مینادشت) ادامه داشته است که به مرور زمان این دیوار گلی ازبین رفته است ولی هنوز هم جزئی از این دیوار بر جامانده است.
فلاورجان به دلیل نزدیکی به شهر اصفهان از توسعه کمتری برخوردار بوده است.
قابل توجه است پل تاریخی فلاورجان توسط تخم مرغ و املاحی مانند سیمان و … ساخته شده و اگر اب زاینده رود به این پل‌ها نخورد در اثر خشکسالی ممکن است با نابودی پل‌ها مواجه شوند. متأسفانه این شهرستان در احاطه خشکسالی است.
مهم‌ترین بناهای تاریخی و جاذبه‌های گردشگری این شهرستان عبارتند از:
مقبره پیر بکران متعلق به قرن هشتم هجری و مدفن یکی از عرفای بزرگ آن زمان بنام محمد بن بکران
مسجد جامع اشترجان که توسط فخرالدین محمد بن محمود اشترجانی ملقب به ملک الوزراء در اوائل قرن هفتم هجری ساخته شده است
پل فلاورجان در شمال شرق شهر فلاورجان بر روی رودخانه زاینده رود به طول ۱۴۰ متر مربع عرض ۵ متر و ۱۸ دهانه در دوره صفویه ساخته شده است.
پل بابا محمود دردو کیلومتری جنوب غربی شهر پیر بکران به طول۱۵۰متر عرض۵متر و ارتفاع۷متر دارای ۱۵ دهانه بزرگ و کوچک باقوس جناغی وبیز که در دوره ایلخانی ساخته شد.
خانه موید زفره این بندرها ۱۰ کیلومتری جنوب شهر فلاورجان در روستای زفره قراردارد. بنای اصلی متعلق به دوره صفویه است که در دوره قاجاریه تزئینات زیبائی از گچبری، آئینه کاری و نقاشی در آن به کار رفته است.
امامزادگان سیدمحمد قهدریجان و اجگرد، امامزاده زید فلاورجان ومقبره انوش بن شیث از نخستین پیامبران در قهدریجان
در شهرستان فلاورجان بیش از صد برج کبوتر وجود دارد که از مهم‌ترین این بناها می‌توان به برجهای کبوتر چهل برج در روستای کلیسان، برج چهار برج و برج‌های هفت قلوی اجگرد در شهر بهاران اشاره کرد
لازم است ذکر شود که مهم‌ترین صنایع دستی این شهرستان شامل قالی بافی، منبت کاری ،خاتم سازی و سرمه دوزی می‌باشد
از جمله شخصیتهای برجسته علمی و دینی این دیار محمدبن بکران است که از رجال مشهور واز مدرسان و عرفای این ناحیه در قرن هشتم هجری است. از زمان دقیق تولد وی اطلاع چندانی در دست نیست اما می‌دانیم که در سال ۷۱۲ هجری قمری در پیر بکران فوت نموده است. پیش از فوت وی بنای ارزشمندی در سال ۷۰۳ هجری قمری جهت تدریس و اقامت ایشان در دوره سلطان محمد خدابنده ساخته شده است. این بنا هم‌اکنون به نام مقبره پیر بکران شهرت دارد.

## مشاهیر

### خواجه فخرالدین محمد اشترجانی
خواجه فخرالدین محمد بن محمود بن علی اشترجانی از مستوفیان و منشیان بزرگ زمان سلطان ابوسعید بهادر خان ایلخانی بوده و مدت‌ها وزارت امیر سونج از امرای مشهور اوررا داشته است. خواجه شخصیتی مردم دوست و رعیت پرور بود در ذکر احوال وی نوشته‌اند: در غمخوارگی زیر دستان و دلبستگی به احوال بیچاره گان دقیقه ای فروگذار نکرده و خواب خوش یر حود حرام کرده بود. وی مدتی حکومت منطقه لنجان را برعهده داشت ودر زمانش عدل وداد جایگزین ظلم و جور گردید. بنابر کتیبه سردر شمالی مسجد جامع اشترجان خواجه بانی این بنای مهم در سال ۷۱۶ هجری قمری است.

### فاضل هندی
بهاءالدین محمد بن تاج الدین حسن بن محمد اصفهانی معروف به فاضل هندی یکی از فقهای عالی مقام اصفهان است. تولد وی را به سال ۱۰۶۲ هجری قمری در فلاورجان نقل کرده‌اند. ایشان مدتی را در هندوستان به‌سر برده‌اند واز این رو به فاضل هندی شهرت یافته است.
این شخصیت بزرگ از شاگردان بنام علامه ملا محمدباقر مجلسی است که در سن ۱۶ سالگی در علوم معقول و منقول به درجه استادی رسیده است.
فاضل در فقه، اصول، تقسیر و فلسفه بسیار استاد بود ودر تقوا و پارسائی زبانزد عام و خاص بوده است.
تالیفات وی را ۸۰ کتاب نوشته‌اند که از جمله آن می‌توان به کتابهای کشف اللثام عن قواعد الاحکام، المنهاج السویه فی شرح الروضه البدیهه، شرح قصیده سید حمیدی، تفسیر قرآن، کلید بهشت و… اشاره کرد.
این شخصیت بزرگوار در هنگام حمله افغانی‌ها در سال ۱۱۳۷ ه‍.ق فوت و در قبرستان تخت فولاد به خاک سپرده شده است.

### آیت‌الله شریعت فلاورجانی
آیت‌الله حاج شیخ صفر علی شریعت فلاورجانی در سال ۱۳۱۵ ه‍.ش در یک خانواده روحانی در شهر فلاورجان دیده به جان گشود. پدر وی مرحوم آیت‌الله حاج شیخ محمد حسین شریعت در علم و تقوا و زهد زبانزد خاص و عام بود. آیت‌الله شریعت به توصیه پدر در سن نوجوانی به حوزه علمیه اصفهان عزیمت نمود. و دروس مقدماتی و سطح را نزد استادان بزرگوار همچنین آیات عظام سید محمد حسن نجف آبادی، خادمی، فیاض، مشکات گذرانید سپس برای ادامه تحصیلات به قم هجرت نمود و دروس خارج فقه و اصول را در محضر استادان و مراجع بزرگوار آن زمان مانند حضرت آیت‌الله بروجردی (ره) حضرت امام خمینی (ره) حضرات آیات محقق داماد و حائری یزدی تلمذ نمود و در جوانی به درجه رفیع اجتهاد نائل آمد و از همان سال در حوزه علمیه قم مشغول به تدریس دروس سطح عالی گردید که در این راستا طلاب زیادی را تربیت نموده که در سمت‌های قضائی، سیاسی و علمی مشغول به خدمت می‌باشند.

## جمعیت
بر پایه سرشماری عمومی نفوس و مسکن در سال ۱۳۹۵، جمعیت شهرستان فلاورجان برابر با ۲۴۹٬۸۱۴ نفر بوده است.